# جوزيف دبليو. فارنهام
جوزيف دبليو. فارنهام (بالإنجليزية: Joseph Farnham)‏ هو كاتب سيناريو أمريكي، ولد في 2 ديسمبر 1884 في نيو هيفن في الولايات المتحدة، وتوفي في 2 يونيو 1931 في بيفرلي هيلز في الولايات المتحدة بسبب نوبة قلبية.

## وصلات خارجية
- جوزيف دبليو. فارنهام على موقع IMDb (الإنجليزية)
- جوزيف دبليو. فارنهام على موقع قاعدة بيانات الفيلم (الإنجليزية)